# Grabnik (gmina Krasnobród)
Grabnik – wieś w Polsce, położona w województwie lubelskim, w powiecie zamojskim, w gminie Krasnobród. 
W latach 1975–1998 miejscowość należała administracyjnie do województwa zamojskiego. 
Wieś jest sołectwem w gminie Krasnobród. Według Narodowego Spisu Powszechnego z roku 2011 wieś liczyła 121 mieszkańców.
W roku 1921 podczas spisu powszechnego Grabnik wówczas osada została spisana łącznie ze wsią Nowa Wieś bez wyszczególnienia liczby ludności.
Wierni Kościoła rzymskokatolickiego należą do parafii Nawiedzenia Najświętszej Maryi Panny w Krasnobrodzie.